# بوتالیتال
بوتالیتال (انگلیسی: Buthalital) یک مشتق باربیتورات است که پیش‌تر به عنوان یک بیهوشی کوتاه اثر به کار می‌رفت.